# Tomáš Grim (ornitolog)
Tomáš Grim (13. září 1973, Trenčín) je český ornitolog, ptáčkař, cestovatel a fotograf přírody.

## Život a činnost
Studoval na Přírodovědecké fakultě Masarykovy univerzity v Brně a Přírodovědecké fakultě Univerzity Palackého v Olomouci, v roce 1997 získal magisterský titul v oboru systematická biologie a ekologie, zaměření zoologie. V roce 2001 získal Ph.D. v oboru zoologie, v roce 2006 se stal v oboru zoologie docentem a v roce 2015 profesorem. Mezi lety 2001–2018 působil na katedře zoologie a v ornitologické laboratoři Univerzity Palackého, od roku 2024 působí na katedře biologie a ekologie Ostravské univerzity. Jeho zaměřením je behaviorální ekologie a ornitologie, konkrétně koevoluce v rámci hnízdního parazitismu, urbanizace ptáků a invazní ekologie ptáků. Od roku 1995 je členem České společnosti ornitologické, mezi lety 2013–2017 působil jako associate editor v ornitologickém vědeckém periodiku The Auk. Roku 2008 byl nominován na Ig Nobelovu cenu za článek, že rostoucí spotřeba piva na hlavu je spojena s nižším počtem publikovaných článků, celkovým počtem citací a průměrnou citovaností na článek. Od roku 2017 vystupuje na stanfordském seznamu nejcitovanějších vědců světa v celoživotních i výročních kategoriích „behaviorální vědy“ a „ornitologie“.
K roku 2023 navštívil 80 zemí na všech sedmi kontinentech a s 4300 druhy drží český rekord v pozorování ptáků. Věnuje se fotografování přírody, v rámci čehož získal několik ocenění. Vystupuje v médiích a píše pro časopisy Vesmír, Naše příroda, Ptačí svět a další. Do češtiny přeložil knihu Richarda Dawkinse Slepý hodinář.

## Publikace
- Kukačka obecná: Pták roku 2010. Praha: Česká společnost ornitologická, 2010
- Ornitologická príručka (Alfréd Trnka & Tomáš Grim). Bratislava: Slovenská ornitologická spoločnosť/BirdLife Slovensko, 2014
- The cuckoo: The uninvited guest (Oldřich Mikulica, Tomáš Grim, Karl Schulze-Hagen & Bard G. Stokke). Plymouth: Wild Nature Press, 2017
- Ptačí svět očima fotografa. Kazda, 2024

## Ocenění
- 2017 – Book of the Month, BBC Wildlife (za The Cuckoo: The Uninvited Guest)
- 2017 – The BB/BTO Best Bird Book of the Year, British Birds & The British Trust for Ornithology (za The Cuckoo: The Uninvited Guest, 2. místo)[8]
- 2019 – Cena ČSO, Česká společnost ornitologická („za propagaci a popularizaci české ornitologie v Česku i ve světě“)[9]
- 2020 – Zvláštní ocenění časopisu Živa („za seriál Vrabec kosmopolita: Vzestup – Evoluce – Pád?“)[10]
- 2022 – „Speciální cena Czech Photo za mimořádný projekt“, Czech Nature Photo[11]
- 2023 – 1. místo v kategorii Ptáci, 1. místo v kategorii Zvířata ve svém prostředí, 2. místo v kategorii Série, 3. místo v kategorii Příroda v Praze, Czech Nature Photo[12]
- 2023 – Čestné uznání v kategorii Urban Birds, Bird Photographer of the Year
- 2023 – Cena diváků, Nature Photographer of the Year[13]
- 2024 – 1. místo v kategorii Ptáci, 1. místo v kategorii Cena za nejlepší fotografii české přírody, Czech Nature Photo[14]
- 2024 – 3. místo v kategorii Urban Birds, Bird Photographer of the Year[15]